# 原田勝弘
原田勝弘（日语：／ Harada Katsuhiro，1970年6月10日—）是日本遊戲製作人，遊戲導演，以萬代南夢宮娛樂對戰型格鬥遊戲鐵拳系列的製作人而出名。

## 經歷
1970年出生於大阪府，之後在奈良縣成長。
小時候，從喜歡上親戚經營的咖啡店中設置的遊戲機『太空侵略者』以來，雖然對電玩遊戲產生興趣，但因為雙親的家教甚嚴而沒有買遊戲機給他。讓他因此有時去朋友家玩，有時則會到遊樂場去玩。
之後搬到東京，並進入早稻田大學就讀，並專攻心理學系。
大學時代還學習柔道以及空手道，並且也有學一點跆拳道。此外原田在學校的第二外語中雖然選修中文，但還是在自己的推特上表示因為很難念讓他因此學得很辛苦 。
同時期的大學中還有以身為生死格鬥系列製作人而出名的板垣伴信 。
原田因為小時候的夢想而決定要進入遊戲公司，並進入最初內定他的南夢宮公司。
他的雙親最初知道兒子竟然要進入遊戲公司而大受打擊，但之後也認可了原田的選擇。
被分發到營業部門的他，被派往西新宿並在公司直營的遊樂場『プレイマックス』（2004年關店）擔任店員，當時他自稱'新宿平八'並負責經營『快打旋風』以及『鐵拳系列』等街機大賽。
之後原田與任天堂的岩田聰的對談中表示「街機遊戲可以直接看到客人的反應，並且可以在自己的身上化為經驗值。」。
入社兩個多月後，提議要改進入開發部。
另外，他還會變裝擔任主持人並負責舉辦具獨特性的活動，結果讓他在入社第一年就獲得社長獎。
這時，他向社長提出希望能夠調動到開發部門的要求，並且在入社第2年實踐，『鐵拳』也成為他調動後的第一份工作。
在鐵拳系列中，他也會負責一部分角色的聲音以及動態捕捉。
2018年，原田就任萬代南夢宮娛樂的e-Sports戰略領導人。另外，2019年上旬，從同系列開始起，萬代南夢宮任命他擔任自家公司所有作品的統籌人。
2021年3月12日，原田開設個人的YouTube頻道。該頻道繼承2020年底YouTube・法米通TUBE頻道中的其中一個脫口搞笑節目『原田的遊戲酒吧』的形式，會邀請遊戲界的業內人士関係者談論各種話題並將影片上傳。

## 主要作品
- 鐵拳 (1994) ：配音員
- 鐵拳2 (1995)：配音員
- 鐵拳3 (1997) ：導演、配音員
- 鐵拳 Tag Tournament (1999) ：導演、配音員
- 鐵拳Advance (2001) ：導演
- 鐵拳4 (2001) ：導演、配音員
- 鐵拳5 (2004)：導演、配音員
- 鐵拳5: Dark Resurrection (2005) ：導演
- 鐵拳6 (2007) ：執行製作人
- 鐵拳6: Bloodline Rebellion (2008) ：執行製作人
- 劍魂IV (2008) —導演[12]
- 空戰奇兵：突擊地平線 (2011) — 監製
- 鐵拳 Tag Tournament 2 (2011) ：執行製作人
- 快打旋風 X 鐵拳 (2012) —導演
- 鐵拳 3D 精華版 (2012)：執行製作人
- 神次元戰記 戰機少女V (2012)：出演 [13]
- PlayStation明星大亂鬥 (2012) ：監製
- 鐵拳 REVOLUTION (2013)：執行製作人
- 數碼寶貝物語 網路偵探 (2015) ：監製[14]
- 鐵拳7 (2015) ：導演
- 寶可拳 (2015) ：製作
- Lost Reavers (2015)：執行製作人
- 鐵拳7: Fated Retribution (2016) ：導演
- 夏日課程 (2016)：執行製作人
- 寶可拳 POKKÉN TOURNAMENT DX (2017) ：製作

## 備註
1. ↑  . Gamewise.   [2020-03-31]. （原始内容存档于2019-02-19） （英语）.
2. 1 2 3  Katsuhiro Harada [@Harada_TEKKEN].  (推文). 2012-04-27. （原始内容存档于2016-03-07） –Twitter.
3. 1 2 3 4 5 6 7 8  . 社長が訊く. 任天堂.   [2012-02-09]. （原始内容存档于2020-12-15）.
4. ↑  Katsuhiro Harada [@Harada_TEKKEN].  (推文). 13 April 2013 –Twitter.
5. ↑  Katsuhiro Harada [@Harada_TEKKEN].  (推文). 6 April 2013 –Twitter.
6. ↑  Grey, Jonathan 'Catalyst'. . EventHubs. 23 September 2013  [16 June 2019]. （原始内容存档于2019-06-16）.
7. ↑  . Edge Online Magazine. 2013-09-23  [2015-07-11]. （原始内容存档于2014-11-29）.
8. ↑  Inc, Aetas. . www.4gamer.net.   [2020-03-31]. （原始内容存档于2020-11-07） （日语）.
9. ↑  . Game*Spark.   [2020-03-28]. （原始内容存档于2020-03-28） （日语）.
10. ↑  Aetas. . www.4gamer.net. 2019-05-09  [2020-03-28]. （原始内容存档于2020-12-05） （日语）.
11. ↑  原田勝弘. . ファミ通.com.  與西川くん的访谈 (KADOKAWA Game Linkage). 2021-04-02  [2022-03-08]. （原始内容存档于2023-06-12）.
12. ↑  . 8WayRun.Com.   [2012-02-11]. （原始内容存档于2020-09-28）.
13. ↑  Katsuhiro Harada [@Harada_TEKKEN].  (推文). 28 December 2012 –Twitter.
14. ↑  Katsuhiro Harada [@Harada_TEKKEN].  (推文). 7 February 2016 –Twitter.

## 外部連結
- 原田勝弘的X（前Twitter）
- 原田勝弘在互联网电影资料库（IMDb）上的資料（英文）
- 原田が斬る！ （页面存档备份，存于） – 在4Gamer.net內連載的專欄
- YouTube上的Harada's Bar・原田的酒吧頻道
  - Harada's Bar／原田的酒吧的X（前Twitter）